# Салинг
Салинг (на нидерландски: zaling) – част от рангоута, дървена или метална рамкова конструкция, състояща се от надлъжни (лонг-салинги) и напречни (краспици) греди, служеща за съединеняване на частите на вертикалния рангоут (мачтите и нейните продължения по височина – стенгите или стенгите и брам-сенгите, и т.н, предназначена също за отвеждане на бакщаговете (брам-бакщагове, бом-брам-бакщагове) и за отдалечаване настрана на вантите (стен-ванти, брам-ванти и бом-брам-ванти). Понякога салингите служат за опора на наблюдателни и технологични площадки (марсове и др. виж фотографията вдясно).

## Конструкция
В горната част на мачтата (под самия ѝ топ) има четириъгълен пояс – ахткант. От две страни на мачтата на ахткантовете с болтове се закрепват конзолни накладки чиксове, на които по краищата понякога се правят канавки кипове. На чиксовете се поставят надлъжни греди лонг-салинги, на които се поставят напречните греди – краспици.
Предназначението на лонг-салингите и краспицоте е да поддържат стенгата и марса.
Долния край на стенгата минава между лонг-салингите от предната страна на мачтите и се укрепва от пропадане надолу с къса напречна греда (стопер, контра), наричан шлагтов, затъкнат отгоре на лонг-салинга.
Долната част на стенгата между лонг-салингите и езелхофа се нарича шпора. На долния си край шпората има цапфа с квадратно сечение, която е между лонг-салингите. В шпората е прорязано квадратен отвор шлагтовна дупка за специалния стопер шлагтова, стърчащите части на който лежат на лонг-салингите и поддържат стенгата. Освен това, в шпората на стенгата обикновено има изрязан наклонен правоъгълен отвор – шкив-гат, където се помещава шкива, през който преминава стен-уинтрепа, предназначен за вдигане и спускане на стенгата.
В горната част на стенгата също има ахткантове, на горната част на които се опират салинг стенгите, също състоящи се от лонг-салинги и краспици. В ахткантите на стенгите има шкив-гат с шкив за преминаване на фала на горния марс-рей.
За да се предпазят вантите от протъркване в острите краища на лонг-салингите, на тях се зазакрепвали парчета дърво, имащи форма на четвърт кръг, наричани мачтови възглавнички, или калви.
В зависимост от принадлежността към конкретна мачта салинга носи названието фор-салинг, грот-салинг, крюйс-салинг.
При съвременните ветроходни яхти салинг понякога се нарича възела, състоящ от краспиците и техните крепления към мачтата.